# ویلندورف
ویلندورف (به آلمانی: Willendorf) یک منطقهٔ مسکونی در اتریش است که در ناحیه نوین‌کیرشن واقع شده‌است. ویلندورف ۷۹۸ نفر جمعیت دارد.